# Ketonurie
Ketonurie je přítomnost ketolátek v moči; nejčastěji signalizuje dekompenzaci diabetu (cukrovky), zejména prvního typu. Příčinou může být i porucha funkce ledvin, vyskytuje se také v těhotenství nebo při redukci tělesné hmotnosti.

## Popis
Výskyt přebytečných ketonů v moči je normální reakce organismu, pokud mu chybí glukóza a začne jako hlavní zdroj energie využívat mastné kyseliny. To může být důsledek hladovění, zvýšené tělesné námahy, ale také symptom ketonurie. Zjišťuje se přesně laboratorním testem, k orientačnímu měření pacientem slouží glukometry. Hodnota se udává v mmol/l (v USA v mg/dL): pod 0,3 mmol/l = negativní, nad 0,7 mmol/l = pozitivní (podezření na ketonurii). Hlavními složkami terapie je dieta, tělesný pohyb a podávání inzulinu.